# Jean Capart
Jean-François-Désiré Capart (21 februari 1877 - 16 juni 1947) was een Belgisch egyptoloog en wordt algemeen beschouwd als de grondlegger van de Belgische egyptologie.

## Leven en werk
Capart rondde in 1898 zijn studie rechten af aan de Vrije Universiteit Brussel. Na zijn rechten opleiding volgde Capart kort lessen in de egyptologie bij Pieter Boeser in Leiden om vervolgens af te reizen naar Bonn om lessen te volgen bij Alfred Wiedemann. Vanaf het begin van de 20e eeuw legde hij zich toe op opgravingen in samenwerking met de Britten in Egypte. Tussen 1937 en 1939 gaf hij leiding aan opgravingen bij Elkab; Marcelle Werbrouck was zijn directe medewerker. Dit werk hervatte hij wederom in 1945. Hij was hoofdconservator van het Koninklijk Museum voor Kunst en Geschiedenis in Brussel en adviseur voor het Brooklyn Museum in New York.
Hij bezocht op 18 februari 1923 op uitnodiging van Howard Carter en Lord Carnarvon het pas geopende graf van Toetanchamon in het gezelschap van koningin Elisabeth en haar zoon, prins Leopold. Dit was ook de directe aanleiding voor de oprichting van de Egyptologische Stichting Koningin Elizabeth.

## Publicaties
- Een bibliografie van de publicaties van Capart 1917-1931 is gepubliceerd in: Theunis Folkers, Liste des Publications de M. Jean Capart : Offerte aux membres du XXe congrès international des orientalistes. Leiden: Brill, 1938, 22 pp.
- Een overzicht van zijn belangrijkste publicaties staat op de website van het Fonds Jean Capart.

## In populaire cultuur
Capaert stond model voor twee geleerden in strips: dokter Großgrabenstein in Het Mysterie van de Grote Piramide uit de reeks Blake en Mortimer en professor Bergamot in De 7 kristallen bollen uit De avonturen van Kuifje.